# Trimeresurus nebularis
Espèce
Trimeresurus nebularis est une espèce de serpents de la famille des Viperidae. 

## Répartition
Cette espèce se rencontre en Malaisie péninsulaire et en Thaïlande.

## Description
C'est un serpent venimeux.
Ce serpent, comme les vipères en Europe, utilise son venin principalement pour tuer ses proies, de préférence des oiseaux et des grenouilles ; mais il peut aussi l'utiliser pour se défendre, parfois contre l'homme chez qui une morsure peut être dangereuse : douleur insoutenable mais non constante et qui décroît rapidement (fort heureusement, cette morsure n'est mortelle que dans de très rares cas).

## Publication originale
- Vogel, David & Pauwels, 2004 : A review of morphological variation in Trimeresurus popeiorum (Serpentes: Viperidae: Crotalinae), with the description of two new species. Zootaxa, no 727, p. 1-63.